# Ulrichophora lobata
Ulrichophora lobata är en tvåvingeart som beskrevs av Brown 2007. Ulrichophora lobata ingår i släktet Ulrichophora och familjen puckelflugor. Inga underarter finns listade i Catalogue of Life.